# Ulica Katowicka w Świętochłowicach
Ulica Katowicka − jedna z głównych ulic Świętochłowic znajdująca się w dzielnicy Centrum.

## Historia
Została zabudowana w 1879 z inicjatywy hr. Guido Henckel von Donnersmarcka. Przez lata nosiła nazwy: Dworcowa (Bahnhofstraße), Wolności, Adolf-Hitler-Straße oraz Armii Czerwonej. Budowa tej ulicy zapoczątkowała rozwój miasta.
W 1900 uruchomiono tu wąskotorową linię tramwajową, która łączyła Chorzów Batory (Hajduki) z Bytomiem. W roku 1912 linia została zmieniona na normalnotorową, a w 1913 oddano do użytku dworzec kolejowy. W październiku 1981 odsłonięto pomnik ku czci poległych nauczycieli w czasie II wojny światowej.
6 grudnia 2003 oddano do użytku odnowioną ulicę. Zachodnia część ulicy została wyłączona z ruchu kołowego (z wyjątkiem linii tramwajowej) wraz z przeobrażeniem jej w tzw. deptak dla pieszych.

## Budynki wzdłuż ulicy
Na ulicy Katowickiej znajduje się gmach Urzędu Miejskiego, wieża ciśnień oraz wieża zegarowa przy hali targowej oraz kościoły: katolicki pw. Piotra i Pawła oraz ewangelicki pw. Jana Chrzciciela. Obok kościoła ewangelickiego znajduje się Dyrekcja Kopalń i Hut Donnersmarcków. Kamienice wzdłuż ulicy miały elegancki, secesyjny wystrój, a wiele z nich było tzw. domami urzędniczymi. Niektóre w sieniach posiadały witraże, a ściany i posadzki wyłożone były płytkami ceramicznymi.